# Antonio de Borgoña (1421-1504)
Antonio de Borgoña, conocido como el Bastardo de Borgoña o el Gran Bastardo, era el segundo hijo ilegítimo del duque Felipe III de Borgoña y una de sus amantes, Juana de Presle. Fue conde de La Roche-en-Ardenne, Grandpré, Sainte-Menehould, Guînes, señor de Crèvecoeur, Beveren y Tournehem-sur-la-Hem y caballero del Toisón de Oro.

## Primeros años
Nacido posiblemente en Lizy, Picardía, por decisión de su padre se crío en la corte borgoñona con su hermano legitimó, el conde de Charolais, posteriormente Carlos el Temerario, último de los duques Valois en Borgoña, con quién tuvo una estrecha relación. Fue junto con su hermano mayor Cornelio, los favoritos entre los numerosos hijos ilegítimos de Felipe el Bueno.

## Vida militar
Antonio luchó por su padre en varias campañas militares, desde al menos 1451 en adelante, y en 1464 partió a una cruzada contra los moros donde ayudó a levantar el asedio de Ceuta. En 1456 fue galardonado con la prestigiosa Orden del Toisón de Oro, que solo poseían otras 29 personas en ese momento. Tomó parte en la batalla de Montlhéry (1465), donde se cree que le salvó la vida a su medio hermano, Carlos, después de que este se separara de sus hombres y fuera herido en el cuello. En 1466, estuvo presente con Carlos en el asedio de Dinant y ese mismo año fue invitado por el rey Eduardo IV a Inglaterra durante la cual luchó contra Antonio Woodville, segundo conde de Rivers, hermano de la reina Isabel Woodville, en una famosa contienda que se extendió durante dos días. Durante esta visita, que se prolongó hasta el verano de 1467, cuando murió el padre de Antonio, Felipe el Bueno por lo que tuvo que apurarse en regresar a Borgoña través del canal de la Mancha.
Tras la muerte de su padre, Antonio participó en casi todas las campañas dirigidas por el nuevo duque, su medio hermano Carlos el Temerario, comenzando por la campaña de Lieja de 1467, cuando comandó el mayor contingente de 1353 hombres. En 1468, Carlos lo nombró primer chambelán, a la cabeza de otros 99 chambelanes y trece capellanes.
A diferencia de su hermanastro menor, bastante ascético, Antonio heredó las inclinaciones sexuales de su padre: en el capítulo del Toisón de Oro, celebrado en 1468, fue castigado por su fornicación y adulterio , a pesar de su «valor, destreza, prudencia y otras buenas costumbres y virtudes». Pero Carlos quería y confiaba en Antonio, quién sirvió a su hermanastro militar y diplomáticamente con éxito hasta la terrible muerte de Carlos en la batalla de Nancy en 1477. Esta lealtad nunca fue puesta en duda, ni siquiera cuando en 1473 Carlos lo acusó de aceptar un regalo monetario de 20.000 escudos de oro de su enemigo Luis XI de Francia.
En el desastroso asedio de Beauvais en 1472, se dice que Antonio perdió sus mejores joyas. En 1475, fue enviado como diplomático a las cortes del rey de Inglaterra, el duque de Bretaña, los reyes de Sicilia, Portugal, Aragón y Nápoles, Venecia y el Papa Sixto IV, quien lo recibió con grandes honores. En medio de estos viajes, logró encontrar tiempo para asistir al asedio de Neuss y después participó en la conquista del ducado de Lorena.
Entre 1476 y 1477, luchó junto a Carlos el Temerario en las tres batallas de Grandson, Murten y Nancy. Al final de esta última y la muerte de su hermanastro, fue tomado como rehén por el duque Renato II de Lorena, siendo entregado al rey de Francia, quién quería que Borgoña no volviera a rebelarse. Pero Antonio no deseaba causar problemas y ofreció sus servicios a Luis para estabilizar la precaria situación política. Fue importante en la organización del matrimonio de su sobrina María de Borgoña con Maximiliano de Austria.
En 1478, se le concedió el condado de Sainte-Menehould, junto con Grandpré, Châtillon y Château-Thierry. En 1480, adquirió el castillo de Wakken como residencia.

## Matrimonio y descendencia
Se casó en 1459 con María de la Viesville, con quién tuvo cinco hijos:
- Felipe, señor de Beveren. Casado con Ana de Borselle, dama de Veere, con descendencia.
- Juana (murió el 9 de febrero de 1511), se casó hacia 1470 con Gaspar de Culemborg, con descendencia.
- María, que murió en la juventud;
- Una niña y un niño, no identificados.

También tuvo dos hijos naturales con María de Braem:
- Antonio, Señor de Wakken, de él desciende los Condes de Wakken.
- Nicolás (fallecido en 1520), eclesiástico.

## Coleccionista
Antonio coleccionaba manuscritos iluminados, en su mayoría recién encargados a los iluminadores y escribas flamencos. Contaba en su colección con al menos cuarenta y cinco volúmenes, de los cuáles se estima que unos treinta eran volúmenes iluminados contemporáneos. Muchos volúmenes con su inscripción de propiedad se conservan en diversas bibliotecas, en particular un Froissart ilustrado en cuatro volúmenes. Al igual que muchos otros mecenas importantes, Antonio recibió el nombre de un iluminador desconocido al que encargó: el "Maestro de Antonio de Borgoña", nombrado por primera vez en 1921, trabajó en Brujas en las décadas de 1460 y 1470 para muchos bibliófilos destacados.

## Muerte
Tras la muerte de su sobrina María en 1482, Antonio fue a la corte francesa, siendo legitimado por Carlos VIII en 1485 y lo nombró caballero de la Orden de San Miguel.
Residió en Tournehem-sur-la-Hem, una finca de la dote de su esposa, situada cerca de Saint-Omer y se dice que murió en Ardres el 5 de mayo de 1504, a la edad de 83 años. Está enterrado en la iglesia de Tournehem-sur-la-Hem.